# Bradford (Iowa, Franklin megye)
Bradford statisztikai település az USA Iowa államában, Franklin megyében. Lakosainak száma 84 fő (2020. április 1.).

## Népesség
A település népességének változása:

| 2010 | 99 |
| 2020 | 84 |